# ハイウェイ・ライダー
『ハイウェイ・ライダー』（Highway Rider）は、アメリカ合衆国のジャズ・ピアニスト、ブラッド・メルドーが2010年に発表したスタジオ・アルバム。

## 背景
アルバム『ラーゴ』（2002年）でメルドーと共同作業をしたジョン・ブライオンが、再びプロデューサーに起用された。
メルドーは本作でヴァイオリン、ヴィオラ、チェロ、コントラバス、ホルン、バスーン、コントラバスーン、イングリッシュ・ホルンを含むオーケストラと共演しており、本作のオーケストレーションを作るに当たって、フランソワ・ローベがジャック・ブレルのために行った編曲や、ボブ・アルシヴァーがトム・ウェイツのために行った編曲に触発されたという。また、かつてメルドーを自分のバンドに迎えたジョシュア・レッドマンが、初めてメルドーのリーダー・アルバムでサイドマンを務めた。
2009年2月16日よりレコーディングが開始され、同年5月19日にはミキシングやマスタリングも含む作業が完了した。ジャケットには、リチャード・ミズラック撮影の写真「Drive-in Theatre, Las Vegas, 1987」が使用された。

## 反響・評価
アメリカの『ビルボード』では、総合アルバム・チャートのBillboard 200入りは果たせなかったが、トップ・ヒートシーカーズでは最高15位、ジャズ・アルバム・チャートでは3位を記録した。フランスでは2010年3月20日付の総合アルバム・チャートで初登場80位となり、10週連続でトップ200入りした。オランダのアルバム・チャートでは83位を記録し、同国において『メセニー・メルドー』（2006年、パット・メセニーとの連名）に続く自身2作目のトップ100アルバムとなった。
Thom Jurekはオールミュージックにおいて5点満点中4.5点を付け「メルドーの最も野心的で、自由奔放に創造され、深みのある情緒が味わえる作品」と評している。

## トラック・リスト
全曲ともブラッド・メルドー作曲・編曲。

### ディスク1
| #  | タイトル                                                                 | 作詞 | 作曲・編曲 | 時間 |
| -- | ------------------------------------------------------------------------ | ---- | ---------- | ---- |
| 1. | 「ジョン・ボーイ - John Boy」                                            |      |            | 3:15 |
| 2. | 「ドント・ビー・サッド - Don't Be Sad」                                  |      |            | 8:40 |
| 3. | 「アット・ザ・トールブース - At the Tollbooth」                          |      |            | 1:07 |
| 4. | 「ハイウェイ・ライダー - Highway Rider」                                 |      |            | 7:45 |
| 5. | 「ザ・ファルコン・ウィル・フライ・アゲイン - The Falcon Will Fly Again」 |      |            | 8:21 |
| 6. | 「ナウ・ユー・マスト・クライム・アローン - Now You Must Climb Alone」    |      |            | 4:05 |
| 7. | 「ウォーキング・ザ・ピーク - Walking the Peak」                          |      |            | 8:00 |

### ディスク2
| #  | タイトル                                                                                          | 作詞 | 作曲・編曲 | 時間  |
| -- | ------------------------------------------------------------------------------------------------- | ---- | ---------- | ----- |
| 1. | 「ウィル・クロス・ザ・リヴァー・トゥゲザー - We'll Cross the River Together」                     |      |            | 12:28 |
| 2. | 「カプリチオ - Capriccio」                                                                        |      |            | 5:20  |
| 3. | 「スカイ・ターニング・グレイ（エリオット・スミスに捧ぐ） - Sky Turning Grey [for Elliott Smith]」 |      |            | 6:24  |
| 4. | 「イントゥー・ザ・シティ - Into the City」                                                        |      |            | 7:36  |
| 5. | 「オールド・ウエスト - Old West」                                                                 |      |            | 8:28  |
| 6. | 「カム・ウィズ・ミー - Come with Me」                                                             |      |            | 6:19  |
| 7. | 「オールウェイズ・デパーティング - Always Departing」                                             |      |            | 6:20  |
| 8. | 「オールウェイズ・リターニング - Always Returning」                                               |      |            | 10:22 |

| #  | タイトル                                                                             | 作詞 | 作曲・編曲 | 時間 |
| -- | ------------------------------------------------------------------------------------ | ---- | ---------- | ---- |
| 9. | 「ハイウェイ・ライダー（本人解説とデモ演奏） - Highway Rider [Commentary and Demo]」 |      |            | 9:33 |

## パーソネル
- ブラッド・メルドー - ピアノ、パンプ・オルガン、シンセサイザー、オーケストラル・ベルズ、手拍子
- ラリー・グレナディア - ベース(on Disc 1 - #2, #4, #7 / Disc 2 - #1, #3, #4, #6, #8)、手拍子(on Disc 2 - #2)
- マット・チェンバレン - ドラムス(on Disc 1 - #2, #4, #7 / Disc 2 - #3, #8)、パーカッション(on Disc 1 - #5 / Disc 2 - #1, #2)、手拍子(on Disc 2 - #2)
- ジェフ・バラード - ドラムス(on Disc 1 - #7 / Disc 2 - #1, #4, #6, #8)、パーカッション(on Disc 1 - #1, #5 / Disc 2 - #1, #2)、スネア・ブラッシュ(on Disc 1 - #2)、手拍子(on Disc 2 - #2)
- ジョシュア・レッドマン - ソプラノ・サクソフォーン(on Disc 1 - #1, #5 / Disc 2 - #2, #8)、テナー・サクソフォーン(on Disc 1 - #2, #7 / Disc 2 - #1, #3, #5)、手拍子(on Disc 2 - #2)
- ダン・コールマン - オーケストラ指揮(on Disc 1 - #1, #2, #6, #7 / Disc 2 - #1, #7, #8)
- The Fleurettes - ゲスト・ボーカル(on Disc 1 - #5)